# Língua bacairi
Bakairí (Bacairí) é uma língua Caribe falada por quase mil (1999) pessoas do povo Bacairis em áreas do sul do e em Mato Grosso, Brasil.

## Fonologia
Os inventários de consoantes e vogais para Bakairí Ocidental são mostrados abaixo.
| Consoantes  | Bilabial | Alveolar | Palatal | Velar | Glotal |
| ----------- | -------- | -------- | ------- | ----- | ------ |
| Oclusiva    | p b      | t d      |         | k ɡ   |        |
| Fricativa   |          | s z      | ʃ ʒ     |       | h      |
| Nasal       | m        | n        | (ɲ)     |       |        |
| Aproximante | w        | ɾ l      | j       |       |        |

| Vogais  | Anterior | Central | Posterior |
| ------- | -------- | ------- | --------- |
| Fechada | i        | ɨ       | u         |
| Medial  | e        | ə       | o         |
| Aberta  |          | a       |           |

## Sintaxe
A ordem das palavras baikarí é sujeito-objeto-verbo ou objeto-verbo-sujeito.